# لوست سبرينغز (وايومنغ)
لوست سبرينغز (بالإنجليزية: Lost Springs, Wyoming)‏ هي بلدة تقع بولاية وايومنغ في الولايات المتحدة. تبلغ مساحتها 0.23 (كم²)، وترتفع عن سطح البحر 1523 م، بلغ عدد سكانها 4 نسمة في عام 2010 حسب إحصاء مكتب تعداد الولايات المتحدة وتصل الكثافة السكانية فيها 17.1 نسمة/كم2.

## وصلات خارجية
- The US50 - Cities and Towns in Wyoming State
- Wyoming Cities and Towns, Facts, Map, Flag, Colleges, Government, and More